# Epicypta maculipleura
Epicypta maculipleura är en tvåvingeart som beskrevs av Loïc Matile 1979. Epicypta maculipleura ingår i släktet Epicypta och familjen svampmyggor. Inga underarter finns listade i Catalogue of Life.